# Structuratietheorie
De structuratietheorie is een poging om de klassieke dilemma’s in de sociale theorie op te heffen. Er zijn verschillende scheidslijnen binnen de sociale wetenschappen, maar het zogenaamde actor-structuur-dualisme of structure-agency-debat heeft altijd veel aandacht getrokken. Eenvoudig gesteld gaat het er om of men bij de bestudering van menselijke groepen de handelende persoon als uitgangspunt neemt of dat de werking van instituties als staat, sociale klasse, kerk etc. centraal staat. De structuratietheorie is vooral uitgewerkt door de Britse socioloog Anthony Giddens.
De studie van het alledaagse gedrag van mensen staat centraal in de micro-sociologie. Stromingen als etnomethodologie, analytische handelingsfilosofie en symbolisch interactionisme nemen de handelende persoon als uitgangspunt voor hun analyses. Deze stromingen zijn, zoals Giddens dat stelt, ‘strong on action and weak on institutions’.
De analyse van de werking van grootschalige sociale systemen zoals een economische orde, de kerk of een politiek stelsel, vormt het centrale aandachtsveld van de macro-sociologie. Deze benadering zegt Giddens is ‘strong on institutions and weak on action’. Vooral stromingen als het functionalisme en het structuralisme geven veel aandacht aan historische ontwikkelingen, aan macht en aan sociale conflicten. De structurele eigenschappen van een samenleving staan bij deze stromingen min of meer los van het handelen van individuen en soms wordt het menselijk handelen zelfs gezien als de uitkomst van de werking van de sociale structuur. In dat laatste geval wordt bijvoorbeeld een sociaal-economisch systeem deterministisch.
Met de structuratietheorie tracht Giddens de bovengenoemde benaderingen dialectisch te verenigen. Gedrag en structuur zijn immers op elkaar betrokken. Door onder andere het socialisatieproces leunen individuen op de sociale structuur, maar met hun handelen kunnen individuen ook bijdragen aan veranderingen in de sociale structuur. Door conformisme blijven de bestaande conventies in stand, door Weber traditioneel handelen genoemd. Hier tegenover staat reflexiviteit, de reflectie of toetsing en daarop herziening van het sociale handelen, dat juist de sociale structuur met zijn conventies verandert. Er is sprake van een voortdurend proces van instandhouding en vernieuwing.
De maatschappelijke structuur is zowel het medium als de uitkomst van het individuele handelen. De maatschappelijke structuur legt enerzijds beperkingen op, maar maakt anderzijds dat handelen ook mogelijk. Het individu is geen willoze pion of marionet, voortbewogen door regels waarop hij of zij de greep heeft verloren. Giddens stelt daarentegen de handelingsbekwame actor centraal met een begrensde vrijheid en een eigen verantwoordelijkheid. Hij kan met zijn handelen dingen in de wereld om hem heen veranderen. De handelingsvrijheid wordt begrensd door al dan niet onderkende beperkingen en ook door onvoorziene en onbedoelde consequenties van het individuele handelen.